# Phyllocladus alpinus
Phyllocladus alpinus — вид хвойних рослин родини подокарпових. Синонім: P. trichomanoides var. alpina.

## Опис
Однодомний, сильно ароматний кущ або дерево до 9 м заввишки, стовбур короткий, до 40 см в діаметрі. Справжні листки виникають тільки на розсаді, а іноді й на молодих рослинах. Вони вузько-лінійні, гострі, листяні, до 1,5 см завдовжки, на старих рослинах коротші. На молодих рослинах листки до 2 см завдовжки, глибоко розділені, тонкі, з вузькими лінійними сегментами; на дорослих, товсті, шкірясті, 1–2.5 см, іноді до 6 см завдовжки, 2 см шириною. Пилкові шишки довжиною 5–6 мм, ростуть в пучках по 2–5, рідше поодинокі, верхівкові, на квітконіжках 1–2 мм завдовжки. Жіночі шишки мають м'ясисте покриття червоного кольору, ≈ 6–7 мм в діаметрі. Насіння горіхоподібне, чорне, яйцювате, стисле ≈ 2.5 мм завдовжки.

## Поширення, екологія
Країни поширення: Нова Зеландія (пн. і пд. острови). Росте на висотах між 900 м і 1600 м. Кліматичні умови проживання: середня річна температура 8.7°C, середній мінімум в самий холодний місяць -0.7°C, середня річна кількість опадів — 2705 мм.